# Glücklich ist, wer vergißt!
Glücklich ist, wer vergißt! (Lycklig är den som glömmer!), op. 368, är en polkamazurka av Johann Strauss den yngre. Den framfördes första gången i oktober eller november 1874.

## Historia
Polkan sattes samman utifrån melodier ur Johann Strauss tredje och mest berömda operett: Läderlappen, som hade premiär den 5 april 1874. Strauss arrangerade sammanlagt sex separata orkesterverk från operettens musik. Fledermaus-Polka (op. 362) och Fledermaus-Quadrille (op. 363) publicerades kort tid efter premiären men de återstående numren - Tik-Tak-Polka (op. 365), An der Moldau (op. 366), Du und Du (op. 367) och Glücklich ist, wer vergißt! (op. 368) - publicerades långt senare. Med tanke på den stora succé som Läderlappen erfor är det förvånande att Johann Strauss inte gjorde mera för att introducera dansstyckena för allmänheten, och kanske är det därför som två av dem har förblivit tämligen ospelade rariteter: An der Moldau och Glücklich ist, wer vergißt!
Glücklich ist, wer vergißt! hämtade både titeln och öppningsmelodin från refrängen till 'Trinklied' ur akt I, sjungen i operetten av Alfred och Rosalinde, medan den andra melodin återfinns i akt I och Trion mellan Adèle, Rosalinde och Eisenstein: "So muss allein ich bleiben". Huvudtemat i polkans trio-del förekommer i baletten i akt II i form av en rysk dans. Källan till trions andra tema är okänd: den kan bestå av kasserat material från den sista versionen av operetten eller så kan Strauss ha komponerat den speciellt för polkan. Lika osäkert är det datum när polkan framfördes första gången. Den publicerades först den 31 oktober 1874, så troligt är att den tidigast spelades i oktober eller november samma år. Polkan framfördes förmodligen av någon militärorkester som kunde skaffa fram material från förlaget eller helt enkelt göra ett eget arrangemang utifrån klaverutdraget.

## Om polkan
Speltiden är ca 5 minuter och 16 sekunder plus minus några sekunder beroende på dirigentens musikaliska tolkning.
Polkan var ett av sex verk där Strauss återanvände musik från operetten Läderlappen:
- Fledermaus-Polka. Polka, Opus 362
- Fledermaus-Quadrille, kadrilj, Opus 363
- Tik-Tak-Polka, Schenll-Polka, Opus 365
- An der Moldau, Polka-francaise, Opus 366
- Du und Du, Vals, Opus 367
- Glücklich ist, wer vergißt!, Polkamazurka, Opus 368